# SSAK3
SSAK3 (coreano: 싹쓰리) é um grupo sul-coreano de projeto de verão produzido pelo programa de variedades do Hangout with Yoo da MBC TV. O grupo é formado pelos membros Yoo Jae-suk, Lee Hyori e Rain, usando os nomes artísticos U-Doragon, Linda.G e B.Ryong, respectivamente. Ele estreou oficialmente no Show! Music Core em 25 de julho de 2020.

## História
Em 2020, o programa de variedades da MBC "Hangout with Yoo" planejava lançar um grupo no verão. Depois disso, Yoo Jae-suk formou um trio misto chamado SSAK3 (싹 쓰리) com Lee Hyo-ri e Rain. Em 31 de julho de 2020, a MBC declarou que o produto das vendas de álbuns do SSAK3 será doado para instituições de caridade.

## Membros

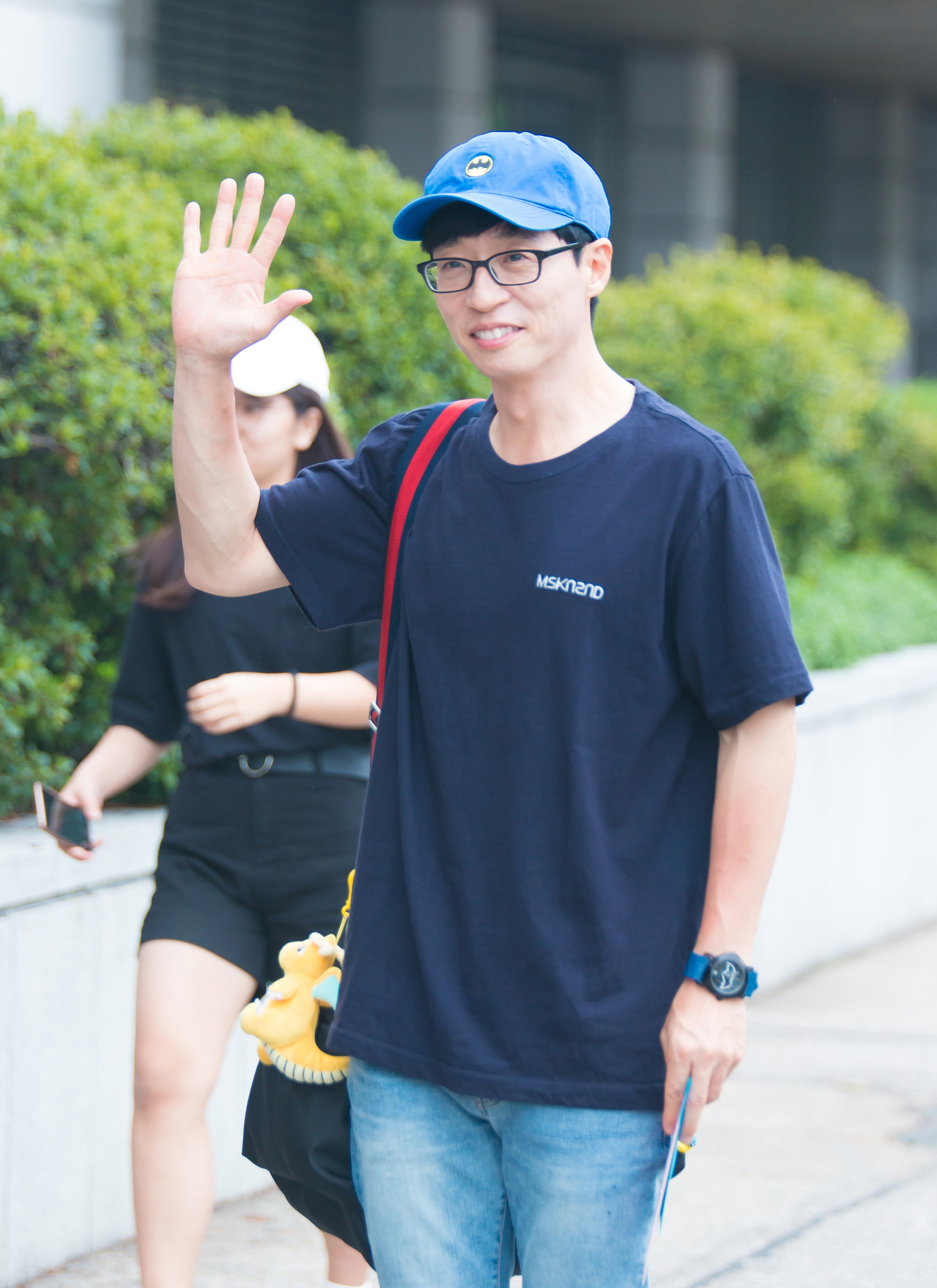
U-Doragon
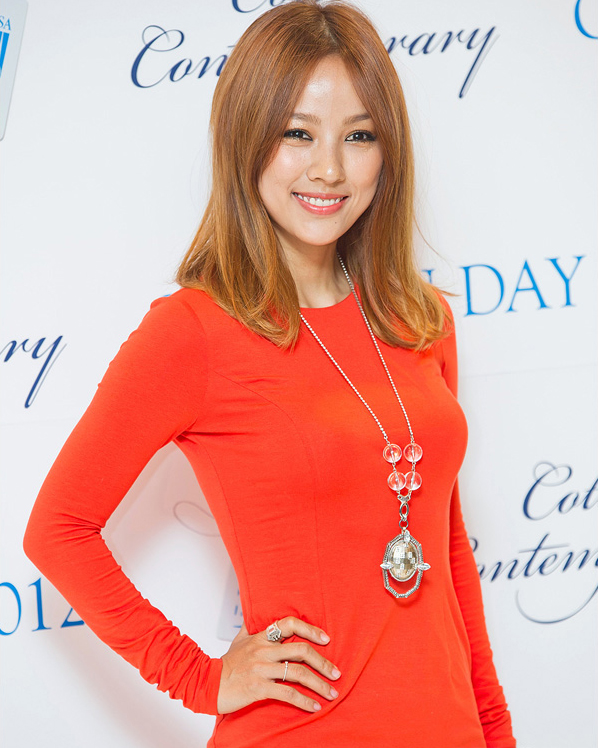
Linda G
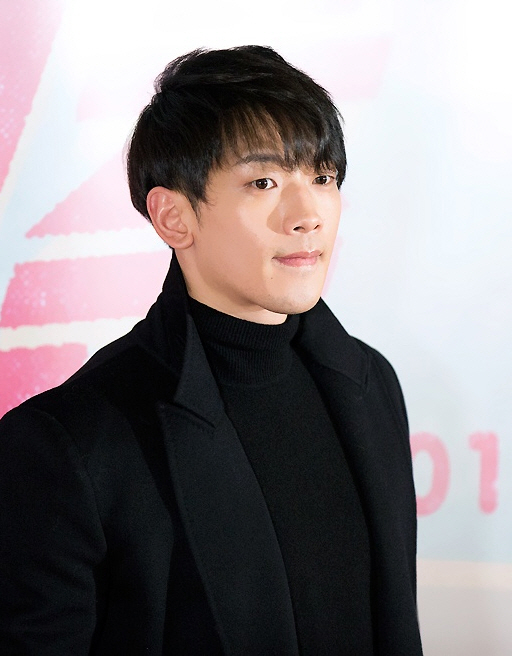
B.Ryong

| Nome artístico | Nome artístico | Data de nascimento   |
| Pseudônimo     | Nome real      | Data de nascimento   |
| -------------- | -------------- | -------------------- |
| U-Doragon      | Yoo Jae-suk    | 14 de agosto de 1972 |
| Linda G        | Lee Hyori      | 10 de maio de 1979   |
| B.Ryong        | Jung Ji-Hoon   | 25 de junho de 1982  |

## Videografia

### Vídeos de música
| Data de lançamento  | Título da música | Ref.  |
| ------------------- | ---------------- | ----- |
| 13 de julho de 2020 | In Summer        | [ 3 ] |
| 25 de julho de 2020 | Beach Again      | [ 4 ] |
| 5 de agosto de 2020 | Luv Us           |       |
| 5 de agosto de 2020 | Linda            |       |
| 5 de agosto de 2020 | Exciting         |       |

## Prêmios e indicações
O trio ganhou sua primeira vitória no M! Countdown com "Beach Again" em 30 de julho de 2020. Depois disso, eles ganharam novamente seu segundo e terceiro prêmio de show de música no Show! Music Core em 1 e 22 de agosto de 2020.